# Adoretus boops
Adoretus boops är en skalbaggsart som beskrevs av Christian Rudolph Wilhelm Wiedemann 1821. Adoretus boops ingår i släktet Adoretus och familjen Rutelidae. Inga underarter finns listade i Catalogue of Life.